# Bronski Beat
Bronski Beat was een Britse popgroep, opgericht in 1983.
Op het hoogtepunt van hun succes bestond Bronski Beat uit Jimmy Somerville (zang), Steve Bronski (keyboard en percussie) en Larry Steinbachek (keyboard en percussie). De groep had in 1984 een aantal hits, waarvan Smalltown Boy in Nederland de nummer 1-positie haalde. Nadat Jimmy Somerville de groep had verlaten om de band The Communards op te richten, liep het succes van de groep snel terug. In Nederland werd nog een hit gescoord met Hit that perfect beat.
Bronski Beat maakte deel uit van een aantal Britse popacts waarvan de leden begin jaren 80 openlijk uitkwamen voor hun homoseksualiteit, samen met acts als Frankie Goes to Hollywood en Erasure. 
In 2006 werd door het Zweedse dance-project Supermode de sample van het nummer Smalltown Boy gebruikt voor een dance-nummer genaamd Tell me why, dat Jimmy Somerville op de achtergrond zingt. De Nederlandse gothic rockband The Wounded heeft een cover van Small Town Boy opgenomen voor hun debuutplaat The Art of Grief (2000). In 2002 neemt ook de gothic metalband Paradise Lost een versie van het nummer op voor het album Symbol of Life. Ook de Nederlandse rockband The Hot Stewards speelt een cover van het nummer op hun cd Cover Up (2007).
Steinbachek overleed in december 2016 op 56-jarige leeftijd aan de gevolgen van kanker. Bronski overleed in december 2021, 61 jaar oud.

## Discografie

### Albums
| Album met eventuele hitnotering(en) in de Nederlandse Album Top 100 | Datum van verschijnen | Datum van binnenkomst | Hoogste positie | Aantal weken | Opmerkingen                                           |
| ------------------------------------------------------------------- | --------------------- | --------------------- | --------------- | ------------ | ----------------------------------------------------- |
| The age of consent                                                  | 1984                  | 20-10-1984            | 4               | 24           |                                                       |
| Truthdare doubledare                                                | 1986                  | -                     |                 |              |                                                       |
| The singles collection 1984/1990                                    | 12-11-1990            | 08-12-1990            | 6               | 27           | met Jimmy Somerville & The Communards / Verzamelalbum |
| Rainbow nation                                                      | 1995                  | -                     |                 |              |                                                       |

### Singles
| Single met eventuele hitnotering(en) in de Nederlandse Top 40 | Datum van verschijnen | Datum van binnenkomst | Hoogste positie | Aantal weken | Opmerkingen                                                                           |
| ------------------------------------------------------------- | --------------------- | --------------------- | --------------- | ------------ | ------------------------------------------------------------------------------------- |
| Smalltown boy                                                 | 1984                  | 21-07-1984            | 1(2wk)          | 12           | Nr. 1 in de Nationale Hitparade / Veronica Alarmschijf Hilversum 3                    |
| Why?                                                          | 1984                  | 22-09-1984            | 2               | 11           | Nr. 6 in de Nationale Hitparade / TROS Paradeplaat Hilversum 3                        |
| It ain't necessarily so                                       | 1984                  | 15-12-1984            | 32              | 4            | Nr. 21 in de Nationale Hirparade                                                      |
| I feel love                                                   | 1985                  | 20-04-1985            | 17              | 7            | met Marc Almond / Nr. 11 in de Nationale Hitparade / Veronica Alarmschijf Hilversum 3 |
| Hit that perfect beat                                         | 1985                  | 14-12-1985            | 16              | 6            | Nr. 19 in de Nationale Hitparade / Veronica Alarmschijf Hilversum 3                   |
| Smalltown boy (1991 Remix)                                    | 1991                  | 09-03-1991            | tip17           | -            | met Jimmy Somerville / Nr. 72 in de Nationale Top 100                                 |

| Single met hitnotering(en) in de Vlaamse Ultratop 50 | Datum van verschijnen | Datum van binnenkomst | Hoogste positie | Aantal weken | Opmerkingen                                  |
| ---------------------------------------------------- | --------------------- | --------------------- | --------------- | ------------ | -------------------------------------------- |
| Smalltown boy                                        | 25-05-1984            | 14-07-1984            | 1               | 14           | Nr. 1 in de Radio 2 Top 30                   |
| Why ?                                                | 14-09-1984            | 06-10-1984            | 3(2wk)          | 11           | Nr. 3 in de Radio 2 Top 30                   |
| It ain't necessarily so                              | 17-11-1984            | 29-12-1984            | 27              | 2            | Nr. 18 in de Radio 2 Top 30                  |
| I feel love                                          | 03-04-1985            | 20-04-1985            | 9               | 9            | met Marc Almond / Nr. 7 in de Radio 2 Top 30 |
| Hit that perfect beat                                | 01-11-1985            | 28-12-1985            | 23              | 5            | Nr. 17 in de Radio 2 Top 30                  |

### NPO Radio 2 Top 2000
| Nummers met noteringen in de NPO Radio 2 Top 2000 | '99 | '00  | '01 | '02  | '03  | '04  | '05  | '06  | '07  | '08  | '09  | '10  | '11  | '12  | '13  | '14  | '15  | '16  | '17  | '18  | '19 | '20 | '21 | '22 | '23 | '24 |
| ------------------------------------------------- | --- | ---- | --- | ---- | ---- | ---- | ---- | ---- | ---- | ---- | ---- | ---- | ---- | ---- | ---- | ---- | ---- | ---- | ---- | ---- | --- | --- | --- | --- | --- | --- |
| Smalltown Boy                                     | 495 | 420  | 568 | 441  | 611  | 666  | 946  | 945  | 824  | 753  | 1192 | 1057 | 1140 | 1269 | 1027 | 1081 | 1156 | 1093 | 1008 | 1023 | 980 | 813 | 735 | 649 | 661 | 435 |
| Why?                                              | -   | 1304 | -   | 1288 | 1280 | 1814 | 1936 | 1850 | 1925 | 1739 | -    | -    | -    | -    | -    | -    | -    | -    | -    | -    | -   | -   | -   | -   | -   | -   |

1. ↑  Een '-' betekent dat het nummer niet was genoteerd en een vetgedrukt getal geeft de hoogste notering van een nummer aan.